# Hjalmar Ekerot
Olof Per Hjalmar Ekerot, född 13 augusti 1850 i Växjö, död 23 december 1907 i Stockholm, var en svensk kompositör, sångtextförfattare och redaktör.
Ekerot utgav tidningen Smålandsposten i Växjö 1873–1877 och därefter tidningen Varieté. Han var även verksam kuplettförfattare under pseudonymen Alma Rek. Redaktören och skriftställaren Gunnar Ekerot var hans bror.

### Musiknoter
- Den 6 sept. 1890 : när "Lagerlunden" stängdes  : visa / af Alma Rek. Stockholm. 1890. Libris 10193521
- Alma Reks originalkupletter. 1-3. Stockholm: Musikförl. Lundquist. 189?. Libris 3288772
- Isabella, på min bicycle gjord för två = Daisy Bell musik: Harry Dacre ; text: Alma Rek. Stockholm: Nils-Georgs musikförl. 1953. Libris 3072439
- Kvinnor och champagne (med stormande bifall sjungen af Sigge Wulff) ; [text :] Alma Rek. Favoritkupletter ; 35. Stockholm: Nordiska musikförlaget. ?. Libris 19991107

## Diskografi
- Alma Rek i Svensk mediedatabas